# Frank Brangwyn
William Frank Brangwyn (Brujas, 12 de mayo de 1867-Ditchling, 11 de junio de 1956) fue un artista, pintor, acuarelista, grabador, ilustrador y diseñador anglo-galés. Artista polifacético y en gran parte autodidacta, durante su vida produjo más de 12 000 obras, entre las que destacan los murales que le hicieron famoso, como los que decoran el Rockefeller Center en Nueva York.

## Biografía

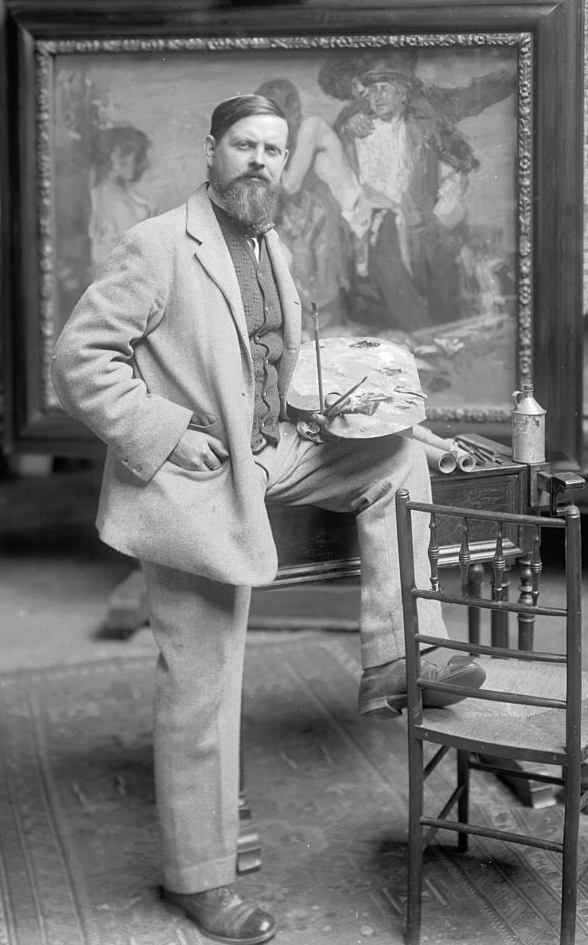
Frank Brangwyn c.1900

### Primeros años y carrera
Frank Brangwyn nació en 1867 en Brujas, Bélgica, a donde su padre, William Curtis Brangwyn, se mudó después de ganar un concurso organizado por el gremio belga de Santo Tomás y San Lucas para diseñar una iglesia parroquial. Su nombre se inscribió como Guillaume François. En Brujas, su padre mantuvo un gran taller con varios empleados y trabajó en numerosos proyectos cívicos, así como en la iglesia parroquial. William Curtis Brangwyn había nacido en Buckinghamshire en una familia galesa y se casó con Eleanor Griffiths, de Brecon. En 1874, la familia regresó al Reino Unido, donde William Curtis Brangwyn desarrolló una exitosa carrera como diseñador. Frank Brangwyn asistió a la escuela Westminster City School, pero a menudo se ausentaba sin permiso para pasar tiempo en el taller de su padre o dibujar en el Museo de South Kensington. Recibió formación artística de su padre, pero fue en gran medida un autodidacta sin una educación artística formal. A través de contactos realizados en el Museo, entre ellos Arthur Heygate Mackmurdo, pudo ser aprendiz con William Morris, para quien trabajó primero como vidriero antes de realizar trabajos de bordado y empapelado. 
A los diecisiete años, una de las pinturas de Brangwyn fue aceptada y luego vendida a un armador, en la Exposición estival de la Royal Academy, lo que  le reforzó en su convicción de convertirse en artista. Brangwyn se unió a la Reserva de Voluntarios de la Marina Británica y comenzó a pintar paisajes marinos. Convenció al armador que había comprado su pintura presentada a la Royal Academy para que lo dejara navegar en un carguero a Estambul. Este viaje proporcionó a Brangwyn el material para varias pinturas notables. Mientras que Funeral at Sea, que ganó una medalla en el Salón de París en 1891, estaba compuesto principalmente en gris, The Golden Horn, Constantinopla era mucho más brillante y lleno de color. Aunque Brangwyn realizó su primera exposición individual en Londres en 1891, pasó la mayor parte de ese año y 1890 en el mar, visitando España varias veces, así como regresando a Estambul y viajando a Sudáfrica y Zanzíbar. En 1892 visitó el norte de España con el artista escocés Arthur Melville, viajando desde Zaragoza a lo largo del Canal Imperial de Aragón en una barcaza, la Santa María. Pronto se sintió atraído por la luz y los colores brillantes de estos países del sur, en un momento en que el orientalismo se estaba convirtiendo en el tema favorito de muchos pintores. Realizó numerosas pinturas y dibujos, particularmente de España, Egipto, Turquía y Marruecos, que visitó en 1893. Esto aligeró su paleta, un cambio que inicialmente no encontró el favor de los críticos, pero que ayudó a establecer su reputación internacional. En 1895 el gobierno francés compró su pintura Mercado en Marruecos.
En 1895, el comerciante de arte parisino Siegfried Bing leencargó que decorara el exterior de su Galerie L'Art Nouveau, y alentó a Brangwyn a introducirse en nuevas técnicas: murales, tapices, diseños de alfombras, carteles y diseños de vidrieras para Louis Comfort Tiffany. En 1896 ilustró una reimpresión de seis volúmenes de la traducción de Edward William Lane de Las mil y una noches. En 1917 colaboró con el artista japonés Urushibara Mokuchu en una serie de grabados en madera. Por sus diseños austeros pero decorativos, fue reconocido por los críticos continentales y estadounidenses como un artista destacado, mientras que los críticos británicos estaban desconcertados sobre cómo valorarlo. 
Brangwyn tuvo una aventura con Ellen Kate Chesterfield, de la que nació un hijo, James Barron Chesterfield-Brangwyn, nacido en 1885 en Mevagissey, Cornwall. James emigraría a Australia en 1909, trabajando inicialmente en una granja en Townsville, Queensland y luego mudándose a Brisbane. En 1896, Brangwyn se casó con Lucy Ray, una enfermera, que murió en 1924. No tuvieron hijos. Alquiló Temple Lodge, 51 Queen Caroline Street, Hammersmith, Londres de 1900 a 1937/38 y compró The Jointure, Ditchling, Sussex en 1918. 

### Murales
Brangwyn fue encargado por su amigo el artista Robert Hawthorn Kitson para diseñar el comedor de la Casa Cuseni, su residencia en Taormina, Sicilia, construida entre 1902 y 1905. Brangwyn se encargó de los muebles, panelado, detalles y murales del comedor. La casa ahora es un museo.

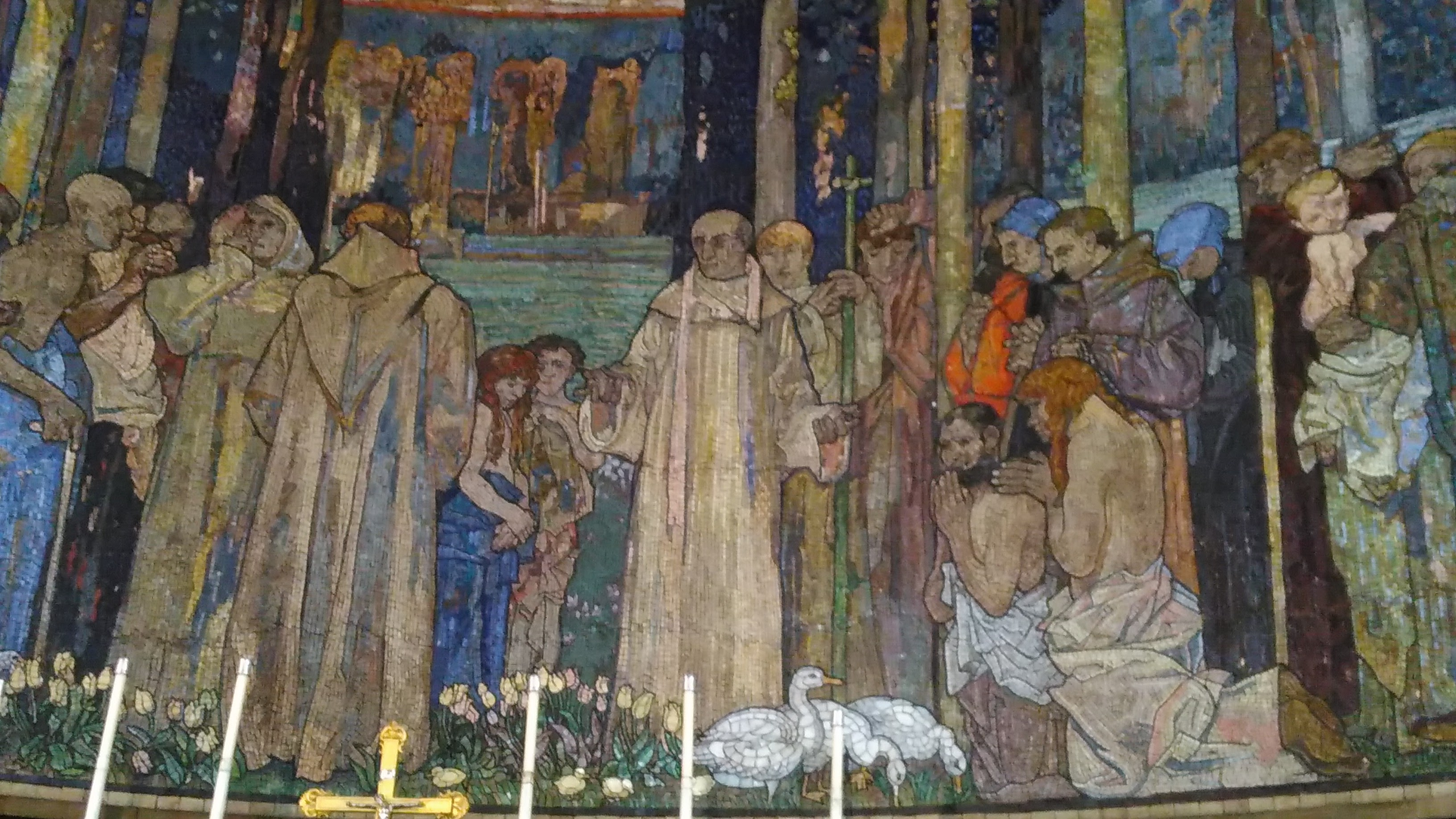
Detalle del mosaico de Frank Brangwyn en la Iglesia de San Aidan, Leeds, que muestra a San Aidan con sus seguidores

En 1908, Brangwyn recibió el encargo de pintar el ábside de la iglesia de St Aidan, Leeds, pero después de darse cuenta de que la contaminación del aire dañaría la pintura, pensó que debería trabajar con mosaico de vidrio. El mosaico vitrificado se completó en 1916. Cubre todo el ábside y muestra la vida de San Aidan.
Entre otros encargos figuran los murales para el Gran Salón de la Adorable Compañía de Skinners en Londres (1901-1909), para el Royal Exchange, Londres (1906), la Exposición Internacional Panamá-Pacífico, San Francisco, 1915 (ahora en el Teatro Herbst, Auditorio del Edificio de Veteranos, San Francisco), una luneta para el juzgado del condado de Cuyahoga, Cleveland, Ohio (1911-1915), el edificio legislativo de Manitoba, Winnipeg (1918-1921), la capilla, Christ's Hospital School, Horsham (1912-1923), y el Capitolio del estado de Misuri, en Jefferson City (1915-1925).
Junto con Diego Rivera y Josep Maria Sert, fue elegido por John D. Rockefeller Jr. para decorar con murales el vestíbulo del Edificio RCA en la ciudad de Nueva York (1930-34). La Galería de Arte Público de Dunedin, Nueva Zelanda y el Museo de Nueva Zelanda Te Papa Tongarewa en Wellington poseen una secuencia de grandes murales sobre lienzo (originalmente en Horton House, Northamptonshire). También fue elegido para decorar el comedor de primera clase del transatlántico de la Canadian Pacific, el RMS Empress of Britain (1930-1931).

### Primera Guerra Mundial
Aunque Brangwyn produjo más de 80 diseños de carteles durante la Primera Guerra Mundial, no fue un artista de guerra oficialmente. Donó la mayoría de estos diseños de carteles a organizaciones benéficas como la Cruz Roja, la Liga de Ayuda Belga y Aliada, el Real Instituto Nacional para Ciegos y L'Orphelinat des Armees, una organización benéfica estadounidense que apoyaba a un orfanato francés. Su sombrío cartel de un soldado británico atacando con la bayoneta a un soldado enemigo (Poned la fuerza en el golpe final: comprad bonos de guerra) causó un gran sentimiento de ofensa tanto en Gran Bretaña como en Alemania. Se dice que el propio Kaiser puso precio a la cabeza de Brangwyn después de ver la imagen. En 1917, Brangwyn produjo seis litografías bajo el título Making Sailors y una titulada The Freedom of the Seas para la cartera de imágenes de los esfuerzos e ideales británicos del Ministerio de Información que se exhibieron en Gran Bretaña y en el extranjero y también se vendieron como impresiones para recaudar dinero para contribuir al  esfuerzo de guerra. Brangwyn era el presidente del Comité  Inglés para Dixmude, cerca de Ostende, localidad que había sido el escenario de intensos combates durante toda la guerra. Para ayudar a su reconstrucción, Brangwyn donó una serie de grabados en madera a la ciudad sobre el tema de la tragedia de Dixmude. Durante la guerra, Brangwyn creó una serie de imágenes de propaganda destacando las atrocidades cometidas contra Bélgica y el sufrimiento sufrido por el país. Entre estos últimos se encontraba su pintura al óleo de 1915, Mater Dolorosa Belgica. 

### Los paneles del Imperio Británico
En 1926, Lord Iveagh le encargó a Brangwyn que pintara un par de lienzos grandes para la Galería Real de la Cámara de los Lores en Westminster, con el fin de conmemorar a los compañeros y sus familiares que habían muerto en la guerra. Brangwyn pintó dos escenas de batalla que incluían imágenes a tamaño real de tropas que avanzaban a la batalla junto a un tanque británico. Los Lores consideraron los paneles como demasiado sombríos e inquietantes y, en 1928, se negaron a aceptarlos. En cambio, le encargaron a Brangwyn que produjera una serie que celebrara la belleza del Imperio Británico y los Dominios para llenar la Galería Real. Conocidos como los Paneles del Imperio Británico, Brangwyn pasó otros cinco años produciendo 16 grandes obras que cubren 3000 pies cuadrados (278,7 m²). Sin embargo, después de que cinco de los paneles se exhibieron en la Galería Real para su aprobación por los Lores, los pares se negaron a aceptarlos porque eran "demasiado coloridos y animados" para esta ubicación. En 1934, los 16 paneles fueron adquiridos por el Consejo de Swansea y ahora se encuentran en el Brangwyn Hall, en Swansea.

### Vida posterior
El rechazo de los paneles por parte de los Lores causó una depresión duradera en Brangwyn. Se volvió cada vez más pesimista e hipocondríaco y comenzó a deshacerse de sus posesiones durante la década de 1930. Donó muchas de sus obras de arte y otras posesiones a museos y galerías en Gran Bretaña y Europa, incluido el Museo Británico y la Galería William Morris. En 1936 presentó a la ciudad de Brujas más de 400 obras, ahora en el Museo Arents House. A cambio, Brujas lo convirtió en Citoyen d'Honneur de Brujas, siendo la tercera vez que se otorgaba este honor. Las dos escenas de batallas rechazadas por la Cámara de los Lores fueron donadas al Museo Nacional de Gales como parte de un gran grupo de regalos que hizo al Museo entre 1929 y 1935. Brangwyn especificó con precisión en qué lugar de la Sala Principal del Museo se colgarían las obras, donde  permanecen hoy en día. En 1944, recuperó y aseguró los diseños de Frederic Shields para la Capilla de la Ascensión construida por Herbert Horne, que fue destruida en 1940 durante el bombardeo de Londres. En 1950, uno de sus últimos trabajos proporcionó ilustraciones para el libro Sixty Years of Yachts de Herbert Julyan, un buen amigo. 
En sus últimos años, Brangwyn vivió como un recluso en Ditchling. Murió el 11 de junio de 1956 en su casa en Sussex. En 1952, Clifford Musgrave estimó que Brangwyn había producido más de 12 000 obras. Sus murales cubrirían más de 22 000 pies cuadrados (2043,9 m²) de lienzo, pintó más de 1000 óleos, más de 660 obras de técnica mixta (acuarelas, gouache), más de 500 grabados, alrededor de 400 grabados en madera, 280 litografías, 40 diseños arquitectónicos e interiores, 230 diseños para muebles y 20 vidrieras y paneles.

## Interpretaciones
El escritor de arte Marius Gombrich une la disminución del interés en las obras de Brangwyn al declive del Imperio británico, señalando que, el arte vigoroso de Brangwyn hacia el exterior se adapta al espíritu expansivo de la época tardo victoriana británica, pero que era incompatible con el espíritu menos confiado e intelectualmente efímero prevaleciente en el período posterior a la Primera Guerra Mundial.

## Premios y distinciones
- 1891 Medalla  en el Salón de París
- 1894 Dos medallas en la Exposición de Chicago
- 1897 Medalla de oro de Múnich para The Scoffers
- 1897 Medalla de plata de la Gran Exposición de París para el Mercado de Bushire
- 1902 Caballero de la Legión de Honor
- 1904 Miembro asociado de la Real Academia[2]
- 1906 Medalla de oro de Venecia y Gran Premio de Milán para el grabado Sante Maria della Salute
- 1911 Caballero de la Orden de la Corona de Italia[18]
- 1912 Medalla de oro del Salón de Berlín
- 1917 Comandante de la Orden Italiana de los Santos Mauricio y Lázaro
- 1919 Comandante y Cruz de la Orden de Leopoldo I de Bélgica
- 1919 Primer presidente de la Sociedad de Artes Gráficas
- 1919 Miembro de pleno derecho de la Real Academia
- 1925–1926, presidente de la Royal Birmingham Society of Artists[29]
- 1932 Medalla Albert[30]
- 1936 Gran Oficial de la Orden de Leopoldo II de Bélgica[31]
- 1941 Knight Bachelor, Gran Bretaña[3]

## Colecciones públicas
- Museo Arentshuis, Brujas
- Brighton Royal Pavilion y museos
- Museo de Nueva Zelanda Te Papa Tongarewa: Frank Brangwyn
- Galería William Morris, Londres: Frank Brangwyn